# 御料所
御料所（ごりょうしょ）は、天皇（皇室）及び幕府などのいわゆる「公儀」と称される公権力が直接支配した土地（直轄地）である。料所（りょうしょ）・料（りょう）・御料（ごりょう）・料地（りょうち）・御料地（ごりょうち）等とも呼ばれる。家臣に与えられた所領（知行地）に対する概念でもある。
なお、『日葡辞書』においては、「王位に付属する領地、すなわち、国王の私有の領地や土地」と定義している。

## 概要
守護大名や戦国大名の蔵入地や、江戸幕府の公儀御料（明治以後は天領）も御料所の一種である。また、天皇の御料地を特に禁裏御料あるいは皇室御領と称する場合もある。なお、実際には家臣などを代官として支配・経営させている場合も多く、実態としては朝廷や幕府を本所や本家あるいは領家とした荘園に近い形態であったとも考えられている。
室町幕府も50ヶ所近い御料所（公方御料）を保持して、直臣の奉公衆・奉行衆を代官として派遣して納めさせていたが、戦乱が相次いだことで経営は不安定だった。足利氏が鎌倉幕府に認められていた所領35ヶ所及び建武政権下で鎌倉幕府倒幕の恩賞として授けられた45ヶ所が公方御料の元となったが、足利義満・義持の頃まで幕府に残されていたのは下野国足利荘など少数であった。その一方で幕府成立後の獲得分も存在し、記録上登場する公方御料はのべ200ヶ所にのぼるが、一時的な支配地も相当数含まれていた。そのため次第に京都の商工業から挙がる税収に依存するようになる。納銭方を「料所」と呼称したのもその反映であったとされる。また、山城国守護職を幕府の侍所所司などの要職者に宛がって短期間で交代させることで守護領国制の形成を阻止するとともに、その経済的得分の一部を確保していた。ただし、御料所には足利将軍家の近親や、守護やその関係者に預けられるケースもあり、御料所の中には大規模・高収入な所領がかなり多く、通説よりも高く評価すべきだという説もある。
中世戦国期における毛利氏の場合、石見銀山を名目上“禁裏御料”とすること（もちろん朝廷への経済的援助を伴う。毛利氏と上杉氏は、戦国期の皇室援助の2大功労者である）で、時の政権（豊臣氏）の干渉を免れていたようである。